# Великоглибочанський деканат УГКЦ
Великоглибочанський деканат Тернопільсько-Зборівської архієпархії УГКЦ — релігійна структура УГКЦ, що діє на території Тернопільської області України.

## Історія
Великоглибочанський деканат (протопресвітеріат) утворений ?.

## Декани
Декан Великоглибочанський — о.-митрат Роман Гриджук.

## Парафії деканату
| Парафії                                           | Населені пункти     |
| ------------------------------------------------- | ------------------- |
| Святого Миколая                                   | с. Біла             |
| Покрови Пресвятої Богородиці                      | с. Біла             |
| Пресвятого Серця Христового                       | с. Великі Гаї       |
| Різдва Пресвятої Богородиці                       | с. Великий Глибочок |
| Святого апостола Івана Богослова                  | с. Довжанка         |
| Успіння Пресвятої Богородиці                      | с. Домаморич        |
| Пресвятої Трійці                                  | с. Драганівка       |
| Святих чудотворців і безсрібників Косми і Дам'яна | с. Забойки          |
| Святого Воскресіння Христового                    | с. Івачів Горішній  |
| Святого апостола і євангелиста Луки               | с. Івачів Долішній  |
| Святої преподобної Параскеви Терновської          | с. Ігровиця         |
| Всіх святих українського народу                   | с. Петриків         |
| Святого пророка Іллі                              | с. Петриків         |
| Різдва Пресвятої Богородиці                       | с. Підгородне       |
| Успіння Пресвятої Богородиці                      | с. Плотича          |
| Святого Онуфрія                                   | с. Почапинці        |
| Святого великомученика Димитрія Мироточця         | с. Хомівка          |
| Святого архістратига Михаїла                      | с. Чистилів         |